# فايزة واصف
فايزة واصف (26 يناير 1943 - 10 يونيو 2023)، هي مذيعة تلفزيونية مصرية، اشتهرت بتقديم البرامج التلفزيونية الاجتماعية.

## حياتها ونشأتها
فايزة واصف تخرجت في كلية الآداب قسم علم نفس بجامعة القاهرة، حصلت خلال عملها على بكالوريوس فنون مسرحية قسم تمثيل وإخراج .

## مسيرتها
دخلت فايزة واصف الإذاعة عام 1963، وذلك عبر إذاعة «صوت العرب»، بعدما خاضت امتحانات وصفتها بأحد البرامج التلفزيونية أنها كانت أشبه بالامتحانات العسيرة، قدمت برنامج يحمل اسم «أغنية اليوم».
وبعد مرحلة الإذاعة، انتقلت إلى جهاز التلفزيون الذى كان وقتها لا يزال في مهده ومرحلة ميلاده، فقدمت خلال هذه المسيرة العديد من البرامج، أشهرها برنامج "حياتي"، ثم برنامج "حياتي معاك"، وبرنامج "ربيع العمر" الذي تطرقت فيه لمشاكل المسنين.
- أكملت واصف مشوارها بتقديم عدد من البرامج المهمة ذات الطابع الاجتماعي،[16] منذ ستينيات القرن العشرين، وقد حصدت جميع الترقيات المتاحة لها من خلال السلك الوظيفي بالتلفزيون المصري.[17][18]
- دخلت الإذاعة عام 1963، وهي صاحبة برنامج «حياتى»، ويعد من أشهر برامج حل المشكلات الاجتماعية[19]، واستمر عرضه لأكثر من خمسة ثلاثين سنة[20]، على شاشة الفضائية المصرية، بالإضافة إلى تقديم برنامج «حياتى معاك».[21][22]
- برنامج «حياتي معاك» استمر عرضه 35 سنة[23]، التي اختارت اسمه بعد أن كان في البداية «مشاكل وآراء»[24] ثم «رسالة»، كانت تختار الرسائل بنفسها التي تقدم من وسط آلاف الرسائل التي توصلها كل أسبوع.[25][26]
- قدمت برنامج «ربيع العمر» والذي ناقش قضايا المسنين، والهدف منه هو الاهتمام بالمسنين وحل مشاكلهم، ويتناول مشكلات اجتماعية متنوعة يرسلها المشاهدون عبر البريد ثم يقوم ممثلون بتجسيدها في قالب درامي[27]، قبل أن يعقب عليها مفكرون ورجال دين وأطباء نفسيون وخبراء في القانون.[28][29][30]
- قدمت برنامج منوعات باسم «أغنية اليوم»، واستمر عرضه على القناة الأولى المصرية.[5]
- خرجت فايزة واصف على المعاش سنة 2003 بعد حصولها على درجة وكيل وزارة.[31]